# Cortelazor
Cortelazor è un comune spagnolo di 296 abitanti situato nella comunità autonoma dell'Andalusia.

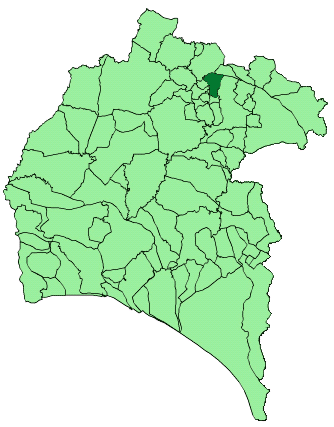
Mappa del comune nella provincia